# Nokia N93

Nokia N93 este un smartphone dezvoltat de compania Nokia. Are dimensiunea de 118 x 55.5 x 28.2 mm și greutatea de 180 grame.
Are o cameră de 3.2 megapixeli cu bliț LED, port Infraroșu, Bluetooth 2.0, Wi-Fi 802.11 b/g. Se bazează pe platforma Series 60 cu sistemul de operare Symbian OS 9.1, S60 ediția 3.

## Design
Nokia N93 este realizat în întregime din plastic de calitate bună.
Pe partea din față găsim afișajului de dimensiuni mici și difuzorul extern. 
Pe partea dreaptă este butonul de declanșare a camerei care este situat pe balama.
D-pad-ul este situat lângă aparatul de fotografiat. 
Pe partea stângă se află obiectiv mare este situat chiar deasupra blițului LED.

Slotul pentru card miniSD, portul de încărcare și Pop-Port sunt toate situate pe partea stângă.
Butonul de alimentare este situat pe partea de sus și portul de infraroșu este plasat pe partea de jos. 
Nu este nimic pe partea din spate a telefonului, cu excepția butonului de deschidere a capacului din spate.

## Multimedia
Camera foto CMOS de 3.2 megapixeli cu rezoluție de 2048 de 1536 pixeli cu zoom optic de 3x și un bliț LED.
Camera video poate înregistra la rezoluția VGA de 640 x 480 pixeli cu 30 de cadre pe secundă.
N93 suportă formatele audio MP3/WMA/WAV/RA/AAC/M4A și cele video WMV/RV/MP4/3GP.

## Conectivitate
Toate sunt de obicei acolo - dual mode WCDMA/GSM cu acoperire GSM triband, pe până la cinci continente EDGE/GSM 900/1800/1900 și WCDMA 2100 MHz.
Transferul de date fără cablu se poate realiza prin Bluetooth 2.0, un port infraroșu sau prin Wi-Fi 802.11 b/g cu suport UPnP.
Conexiunea prin cablu se realizează prin portul micro-USB 2.0 sau prin Pop-Port.
N93 se poate conecta la TV prin aplicația "TV out" care permite alegerea standardului TV utilizate (PAL/NTSC) și ecranul cu aspect.
Are un slot microSD pentru card de memorie și are inclus un card de 128 MB.

## Caracteristici
- Ecran TFT de 2.4 inchi cu rezoluția de 240 x 320 pixeli
- Radio FM Stereo și aplicația Visual Radio
- Procesor ARM 11 tactat la 332 MHz
- Slot card miniSD
- Camera foto de 3.2 megapixeli cu bliț LED
- Înregistrare video VGA la 30 de cadre pe secundă
- Bluetooth 2.0
- Slot micro-USB 2.0
- Port Infraroșu
- Wi-Fi 802.11 b/g cu UPnP
- Browserul suportă WAP 2.0/xHTML și HTML
- Push to Talk
- Pop Port-ul se poate folosi ca ieșire TV
- Sistem de operare Symbian OS 9.1 S60
- QuickOffice
- Adobe PDF viewer